# 309
سنة 309 م (بالأرقام الرومانية: CCCIX) كانت سنة بسيطة تبدأ يوم السبت (الرابط يظهر نموذج الجدول الزمني الكامل للسنة) من التقويم اليولياني. بدأت تسمية السنة ب309 منذ العصور الوسطى المبكرة، عندما أصبح تقويم أنو دوميني هو الأسلوب السائد في أوروبا لتسمية السنوات.

## مواليد
- سابور الثاني

## وفيات
- اذرنرسي
- بامفيلوس
- مارسلوس الأول
- مارمينا قديس و شهيد مصري
- هرمز الثاني